# Nerius czernyi
Nerius czernyi är en tvåvingeart som beskrevs av Aczel 1961. Nerius czernyi ingår i släktet Nerius och familjen Neriidae. Inga underarter finns listade i Catalogue of Life.